# 毛耳飞鼠
毛耳飞鼠（学名：Belomys pearsonii）为松鼠科毛耳飞鼠属的动物。分布于台湾岛以及中国大陆的广西、广东、云南、四川、海南、贵州、湖南等地，多生活于热带、亚热带森林。该物种的模式产地在印度大吉岭。

## 亚种
- 毛耳飞鼠台北亚种（学名：Belomys pearsonii kaleensis），Swinhoe于1862年命名。分布于台湾岛等地。该物种的模式产地在台湾北部。[2]
- 毛耳飞鼠指名亚种（学名：Belomys pearsonii pearsonii），Gray于1842年命名。在中国大陆，分布于广西、贵州、云南、四川、海南、广东、湖南等地。该物种的模式产地在印度大吉岭。[3]

## 保护
本种于2023年被收录入《有重要生态、科学、社会价值的陆生野生动物名录》。